# Pottsville, New South Wales
Pottsville är en ort i Australien. Den ligger i kommunen Tweed och delstaten New South Wales, i den sydöstra delen av landet, omkring 650 kilometer norr om delstatshuvudstaden Sydney. Orten hade 7 238 invånare år 2021.